# أينزو كريفالي
أينزو كريفالي (بالفرنسية: Enzo Crivelli) (6 فبراير 1995 بروان في فرنسا - ) هو لاعب كرة قدم فرنسي في مركز الهجوم. شارك مع منتخب فرنسا تحت 20 سنة لكرة القدم ومنتخب فرنسا تحت 21 سنة لكرة القدم. أما مع النوادي، فقد لعب مع جيروندان بوردو ونادي باستيا.

## وصلات خارجية
- أينزو كريفالي على موقع الاتحاد الأوربي (الإنجليزية)
- أينزو كريفالي على موقع اتحاد تركيا (لاعب) (الإنجليزية)
- أينزو كريفالي على موقع رابطة كرة القدم الفرنسية للمحترفين (الإنجليزية)
- أينزو كريفالي على موقع قاعدة بيانات كرة القدم.إي يو (الإنجليزية)
- أينزو كريفالي على موقع ليكيب (الفرنسية)
- أينزو كريفالي على موقع Soccerway.com (الإنجليزية)
- أينزو كريفالي على موقع عالم كرة القدم.نت (الإنجليزية)
- أينزو كريفالي على موقع AS.com (الإسبانية)